# Gó Tanaka
Gó Tanaka (japonsky 田中 豪, Tanaka Gó * 6. října 1983 v Sapporu, na Hokkaidu, v Japonsku) je bývalý japonský hokejový útočník, reprezentant a dlouholetý kapitán týmu Tóhoku Free Blades v Asijské lize.

## Kariéra
S hokejem na profesionální úrovni začínal v týmu Seibu Prince Rabbits, se kterým hrál Asijskou hokejovou ligu. Před sezónou 2009/10 přestoupil do týmu ESV Kaufbeuren, se kterým hrál ve 2. německé hokejové bundeslize. Během jeho působení v Bavorsku se o něj zajímala regionální média. Před sezónou 2010/11 se vrátil do Japonska, kde nastupoval až do konce kariéry po sezóně 2020/21 za Tóhoku Free Blades. Většinu sezón byl tamním kapitánem.
Gó Tanaka byl stabilním reprezentantem Japonska na nižších úrovních mistrovství světa. Po turnajích za výběr do 18 let a juniory za seniorskou reprezentaci poprvé nastoupil v I. divizi MS v roce 2007. S výjimkou ročníku 2011, který Japonsko vynechalo kvůli následkům přírodní katastrofy, hrál na všech dalších mistrovstvích světa až do roku 2019 a mezi lety 2013–2017 byl kapitánem národního týmu. V letech 2007, 2011 a 2017 hrál na asijských zimních hrách.

## Klubové statistiky
| Sezona     | Klub                 | Soutěž     | Základní část | Základní část | Základní část | Základní část | Základní část | Play off | Play off | Play off | Play off | Play off |
| Sezona     | Klub                 | Soutěž     | Z             | G             | A             | B             | TM            | Z        | G        | A        | B        | TM       |
| ---------- | -------------------- | ---------- | ------------- | ------------- | ------------- | ------------- | ------------- | -------- | -------- | -------- | -------- | -------- |
| 2006/2007  | Seibu Prince Rabbits | AL         | 51            | 11            | 19            | 30            | 30            | —        | —        | —        | —        | —        |
| 2007/2008  | Seibu Prince Rabbits | AL         | 30            | 4             | 8             | 12            | 18            | —        | —        | —        | —        | —        |
| 2008/2009  | Seibu Prince Rabbits | AL         | 36            | 10            | 25            | 35            | 48            | 11       | 0        | 8        | 8        | 10       |
| 2009/2010  | ESV Kaufbeuren       | DEL2       | 47            | 8             | 18            | 26            | 26            | 6        | 2        | 2        | 4        | 2        |
| 2010/2011  | Tóhoku Free Blades   | AL         | 36            | 24            | 35            | 59            | 22            | 4        | 4        | 3        | 7        | 18       |
| 2011/2012  | Tóhoku Free Blades   | AL         | 36            | 11            | 15            | 26            | 32            | —        | —        | —        | —        | —        |
| 2012/2013  | Tóhoku Free Blades   | AL         | 42            | 20            | 42            | 62            | 22            | 8        | 2        | 5        | 7        | 10       |
| 2013/2014  | Tóhoku Free Blades   | AL         | 42            | 26            | 26            | 52            | 48            | —        | —        | —        | —        | —        |
| 2014/2015  | Tóhoku Free Blades   | AL         | 48            | 22            | 49            | 71            | 48            | 7        | 10       | 4        | 14       | 4        |
| 2015/2016  | Tóhoku Free Blades   | AL         | 27            | 10            | 16            | 26            | 16            | 5        | 2        | 3        | 5        | 2        |
| 2016/2017  | Tóhoku Free Blades   | AL         | 46            | 17            | 38            | 55            | 26            | 5        | 3        | 1        | 4        | 2        |
| 2017/2018  | Tóhoku Free Blades   | AL         | 28            | 10            | 15            | 25            | 38            | 4        | 2        | 0        | 2        | 4        |
| 2018/2019  | Tóhoku Free Blades   | AL         | 34            | 12            | 16            | 28            | 32            | —        | —        | —        | —        | —        |
| 2019/2020  | Tóhoku Free Blades   | AL         | 36            | 3             | 10            | 13            | 42            | —        | —        | —        | —        | —        |
| 2020/2021  | Tóhoku Free Blades   | Japan Cup  | 34            | 12            | 16            | 28            | 32            | 2        | 0        | 1        | 1        | 2        |
| AL celkově | AL celkově           | AL celkově | 539           | 188           | 332           | 520           | 448           | 50       | 25       | 26       | 51       | 52       |

Vysvětlivky
1. ↑  kvůli pandemii covidu-19 odehráli tuto sezónu mezi sebou pouze japonské kluby Asian Hockey League'"`UNIQ--ref-0000000C-QINU`"'

## Reprezentační statistiky
| 2007    | Japonsko | Asijské zimní hry | 4  | 1  | 0  | 1  | 2  |
| 2007    | Japonsko | MS Divize 1       | 5  | 2  | 0  | 2  | 4  |
| 2008    | Japonsko | MS Divize 1       | 5  | 0  | 1  | 1  | 2  |
| 2009    | Japonsko | MS Divize 1       | 5  | 0  | 1  | 1  | 6  |
| 2010    | Japonsko | MS Divize 1       | 5  | 2  | 2  | 4  | 10 |
| 2011    | Japonsko | Asijské zimní hry | 4  | 5  | 9  | 14 | 0  |
| 2012    | Japonsko | MS Divize 1A      | 5  | 1  | 2  | 3  | 4  |
| 2013    | Japonsko | MS Divize 1A      | 5  | 2  | 2  | 4  | 6  |
| 2014    | Japonsko | MS Divize 1A      | 5  | 0  | 3  | 3  | 0  |
| 2015    | Japonsko | MS Divize 1A      | 5  | 1  | 2  | 3  | 2  |
| 2016    | Japonsko | MS Divize 1A      | 5  | 0  | 1  | 1  | 2  |
| 2017    | Japonsko | Asijské zimní hry | 3  | 0  | 0  | 0  | 0  |
| 2017    | Japonsko | MS Divize 1B      | 5  | 3  | 1  | 4  | 2  |
| 2018    | Japonsko | MS Divize 1B      | 5  | 0  | 1  | 1  | 6  |
| 2019    | Japonsko | MS Divize 1B      | 4  | 0  | 0  | 0  | 2  |
| Celkově | Celkově  | Celkově           | 70 | 17 | 25 | 42 | 48 |